# Niwy (Woźniki)
Pour les articles homonymes, voir Niwy.
Niwy est une localité polonaise de la gmina de Woźniki, située dans le powiat de Lubliniec en voïvodie de Silésie.